# Dème de Kos
Le dème de Kos, en grec moderne : Δήμος Κω / Dímos Ko, est un dème d'Égée-Méridionale, en Grèce. Il comprend l'île du même nom.
Selon le recensement de 2011, la population du dème s'élève à 33 388 habitants.